# Kanton Nexon
Kanton Nexon is een voormalig kanton van het Franse departement Haute-Vienne. Kanton Nexon maakte deel uit van het arrondissement Limoges en telde 6618 inwoners in 1999. Het werd opgeheven bij decreet van 20 februari 2014, met uitwerking op 22 maart 2015.

## Gemeenten
Het kanton Nexon omvatte de volgende gemeenten:
- Janailhac
- La Meyze
- La Roche-l'Abeille
- Meilhac
- Nexon (hoofdplaats)
- Rilhac-Lastours
- Saint-Hilaire-les-Places
- Saint-Maurice-les-Brousses
- Saint-Priest-Ligoure